# Laktaldehyd
Laktaldehyd, systematický název 2-hydroxypropanal, je organická sloučenina ze skupiny hydroxyaldehydů (aldehydů s hydroxylovou skupinou).

## Vznik
Laktaldehyd (pravotočivý; méně toxický) vzniká metabolicky z toxického methylglyoxalu působením enzymu glyceroldehydrogenázy (gldA). Následně je oxidován aldehyddehydrogenázou na kyselinu mléčnou.

## Struktura
Laktaldehyd se vyskytuje, podobně jako monosacharidy, v acyklické formě (otevřený uhlíkový řetězec), v roztoku přecházející do hemiacetalové formy. V krystalické formě se vyskytuje jako monomer a dimer.

## Stereochemie
Laktaldehyd obsahuje centrum chirality (na 2. uhlíku), proto je opticky aktivní a vyskytuje se ve dvou formách. Z L-mléčné kyseliny formálně odvozený L-laktaldehyd neboli (S)-laktaldehyd je pravotočivý, tj. (+)-laktaldehyd). D-Laktaldehyd neboli (R)-laktaldehyd je levotočivý ((−)-laktaldehyd)).